# Ein Lied geht um die Welt (1933)
Ein Lied geht um die Welt ist ein deutscher Spielfilm aus dem Jahre 1933.

## Handlung
Der Film spielt in Venedig. Ricardo ist ein unbekannter Tenor. Rigo arbeitet als Musikclown. Gemeinsam teilen sie sich eine Wohnung. Der arbeitslose Tenor Ricardo sieht kaum noch Chancen für ein Engagement an der Oper und möchte nun beim Radio arbeiten. Auch hier scheinen seine Bemühungen erfolglos zu bleiben. Doch Ricardo gibt nicht auf und beginnt einfach zu singen. Die Radiomitarbeiter sind begeistert, er wird angestellt und seine Sendungen machen ihn berühmt. Erste Schallplatten erscheinen und auch als Duo wird Rigo gemeinsam mit Ricardo bekannter. In einem Schallplattengeschäft lernt Ricardo die Verkäuferin Nina kennen, die jedoch nur in seine Stimme verliebt ist. Ricardo ist unglücklich verliebt und seine Trauer wird größer, als er feststellen muss, dass Rigo das Herz von Nina gewonnen hat. Die Freundschaft der beiden Männer zerbricht daran und Ricardo möchte nicht mehr mit Rigo auftreten. Also versucht es Rigo allein, doch die Zuschauer erwarten den Gesang von Ricardo. Ricardo entschließt sich schließlich, die Aufführung des Nebenbuhlers zu retten und doch zu singen. Die Freundschaft der beiden ist gerettet. Ricardo bleibt bei seinem Gesang und Rigo bei Nina.

## Hintergrund
Der Film hatte seine Uraufführung am 9. Mai 1933 im Ufa-Palast am Zoo in Berlin, die von 3000 Besuchern begeistert gefeiert wurde – am Vorabend der Bücherverbrennung. Unter den Premierengästen war auch Joseph Goebbels, der Schmidt verehrte und ihn deshalb eigentlich zum „Ehrenarier“ ernennen wollte. Im Zuge der Ereignisse des 10. Mai floh Joseph Schmidt aus Deutschland – einen Tag nach der Uraufführung. Auch Regisseur Richard Oswald verließ nach der Premiere Deutschland und drehte wie Schmidt in Österreich weitere Filme.
Das gleichnamige Lied ist Titellied des Films.
In England wurde 1934 unter dem Titel My Song Goes Round the World eine englische Version erstellt, ebenfalls unter der Regie Oswalds und mit Joseph Schmidt und Charlotte Ander in den Hauptrollen.
Der Film wurde am 1. Oktober 1937 von der Film-Oberprüfstelle verboten.
Im Jahre 1958 entstand unter der Regie von Géza von Bolváry der Spielfilm Ein Lied geht um die Welt mit Hans Reiser in der Hauptrolle.